# Margareta Brahe (1559–1638)
Margareta Brahe, född 2 juli 1559 på Sundholmen i Äspereds socken Älvsborgs län, död 26 april 1638 på Lönnarp i Böne socken Älvsborgs län, var en svensk hovfunktionär.
Margareta Brahe var dotter till riksdrotsen greve Peder Brahe och Beata Stenbock (släkten Stenbock) och gifte sig 1587 med Johan Larsson Sparre. Hon blev hovmästarinna hos prinsessan Anna år 1591. Hennes make nämns vid samma tid som Annas hovmästare. Margareta var syster till Gustaf Brahe, som ryktades vara Annas ungdomskärlek.   
Margareta följde med Anna till Polen år 1592. Anna återvände med sitt hov till Sverige följande år och bosatte sig på Stegeborgs slott, där hon hamnade i flera konflikter med hertig Karl. 1595 arrangerade Anna det berömda onsdagsbröllopet mellan Margareta syster Sigrid Brahe och Johan Nilsson Gyllenstierna. Även Margareta Brahe blev inblandad i affären Erik Larsson Sparre, som orsakade den slutliga brytningen mellan Anna och hertig Karl. När Anna reste för att vaka vid drottning Gunilla Bielkes dödsbädd 1597, hade hertig Karl företagit en undersökning av hennes tillhörigheter på Stegeborg. Bland dem fanns en kista som enligt Anna innehöll de smycken som tillhörde Margareta syster Ebba Brahe, Erik Sparres maka, men som Karl misstänkte för att innehålla misstänkta dokument. När Karl lät öppna de brev paret Sparre hade sänt henne, protesterade Anna skarpt. Hertig Karl upptog hennes protester som ett tecken på att hon tog partiet Sparres sida mot honom. Hertig Karl lät bryskt förhöra systrarna Ebba och Margareta Brahe med anledning av några brev på chiffer som hittats bland Annas papper. Han anklagade Ebba Brahe i sin rimkrönika för att ha smugglat in sin och Margaretas bror, Annas älskare Gustav Brahe till henne på slottet.
Efter makens och svågerns avrättning under Kalmar blodbad (1599) emigrerade hon till Polen. I Polen anklagade hon sina bröder Erik och Magnus Brahe för deltagande i Erik Larsson Sparres dödsdom. Hon belönades av kung Sigismund med guld, silver och kläder och en pension på 600 gyllens. Hon levde sedan med sina barn i Danmark, tills hon år 1628 fick tillstånd att återvända till Sverige.